# 马特乌什·博尔科夫斯基
马特乌什·博尔科夫斯基（波蘭語：Mateusz Borkowski，1997年4月2日—）生于斯塔拉霍维采，是一名波兰男子田径运动员，主攻800公尺赛跑。他从小便热爱比赛，同时也受兄弟的影响开始接触赛跑，后来一位教练鼓励他参加比赛，结果他意外获胜，这之后他便爱上赛跑。2011年，他加入LKB Rudnik俱乐部，开始接受更正式的训练，数年后，他离开LKB Rudnik，加入RKS Łódź俱乐部。